# Vandremusling
Vandremusling (Dreissena polymorpha), også kaldet zebramusling, er en lille ferskvandsmusling. Den fandtes oprindeligt i søerne i det sydøstlige Rusland og blev først beskrevet i 1771 af den tyske zoolog Peter Simon Pallas, der fandt den i floderne Ural, Volga og Dnepr. Den findes stadig i området, men er imidlertid også indført i andre områder, uden det var meningen, og den er blevet en invasiv art i en række lande over hele verden, herunder Danmark.
Vandremuslingen ligner ved en hurtig sammenligning blåmuslingen, og som denne sidder den hæftet til et fast fundament som sten, grene eller andre muslinger ved hjælp af en byssus. I virkeligheden er vandremuslingen overhovedet ikke nærtstående til blåmuslingen, men ligner nærmere venusmuslinger (veneridae).
Vandremuslingen bliver af forskere ofte kaldt zebramusling pga. dens stribede skal.

## Udseende
Vandremuslingen er cirka 30-40 mm i længden. Dens skal er næsten trekantet og typisk hvid- og brunstribet.

## Levevis
Muslingen foretrækker ferskvand, men findes også i brakvand, helst ret stille vand. Den formerer sig hastigt ved, at voksne individer gyder sæd og æg, som så møder hinanden i befrugtningen. Larverne kan svømme rundt i få uger, hvorpå de finder et sted at fæstne sig.

## Udbredelse
Som invasiv art finder man vandremuslingen i Nordamerika, de Britiske Øer, Italien, Spanien, Sverige og Danmark. I Danmark kender man den første gang fra 1843, og den har bredt sig over store dele af Sjælland i årene derefter. I Jylland kendes den første gang i Jelssøerne omkring midten af 1980'erne, mens den fra 1990'erne er fundet i Fårup Sø, hvor det nu estimeres, at findes langt over en milliard individer. Siden har vandremuslingen også bredt sig i Gudenå-systemet. På Sjælland findes den nu i blandt andet Bastrup Sø og Furesøen.
I Haraldsted Sø ved Ringsted er forekomsten af vandremuslingen ligeledes stor, men her overvejer de lokale biologer at opsætte reb og liner i 2014 for at hjælpe muslingen til bedre levevilkår. På den måde vil de bruge muslingens evne til at filtrere vandet, til at rense søen for alger og skadelige næringsstoffer. Projektet ventes startet i 2014, hvis naturstyrelsen giver sin accept.

## Skadevirkninger
Vandremuslingen opfattes i Danmark og andre lande som et skadedyr. Det skyldes, at den fortrænger eller helt udrydder andre muslinger som dammuslingen og malermuslingen ved dels at sætte sig fast oven på disse og blokere for deres fødeindtagelse, dels ved at tage den føde, som disse arter lever af. Også andre dyr, såvel hvirvelløse dyr som visse fiskearter, lider under vandremuslingens indtog pga. mindre tilgængelige fødemængder. Endelig spiser de ikke de giftige blågrønalger, der kan være skadelige for mennesker.

## Eksterne kilder og henvisninger
1. ↑  Mark S. Hoddle. "Quagga & Zebra Mussels". Center for Invasive Species Research, University of California, Riverside. Hentet 2011-08-13.
2. 1 2 3  "Vandremusling". Miljøstyrelsen. Arkiveret fra originalen 18. december 2019. Hentet 2019-12-18.
3. ↑  Wiegand, Claudia. "Musling er ligeglad med gifte og invaderer Europas og Nordamerikas ferskvande". Syddansk Universitet. Arkiveret fra originalen 25. februar 2014. Hentet 2014-02-14.
4. ↑  "Screeningsundersøgelse af vandremuslingens forekomst i Gudenå-systemet, maj-juni 2009" (PDF). Naturstyrelsen. juni 2009. Hentet 2014-02-14.
5. ↑  Vandremuslingens effekt på de biologiske forhold i søer og ferskvandssystemet Arkiveret 18. december 2019 hos  Wayback Machine mst.dk hentet 18. december 2019
6. ↑  Kokkegård, Hanne (2013-02-09). "Muslinger renser beskidte søer". DR. Hentet 2014-02-14.